# 瓦格达维库斯提斯
瓦格达维库斯提斯（拉丁語：Vagdavercustis）古罗马宗教和神话神祇之一。盛行于中欧等欧洲地区，其事迹反映于发现于德国等国家的铭文等相关文物中，具有重要地影响与积极意义。